# Tjekkiske koruna
 Denne artikel omhandler tjekkiske koruna. Opslagsordet har også en anden betydning, se Koruna.
Tjekkiske koruna (Tjekkiske kroner) er valutaen i Tjekkiet. Den afløste den Tjekkoslovakiske koruna, som var Tjekkoslovakiets valuta. 
Der findes også andre møntenheder med navnet krone, som f.eks Svenske kroner, Danske kroner, Islandske kroner og Norske kroner.